# Astragalus vassilczenkoanus
Astragalus vassilczenkoanus är en ärtväxtart som beskrevs av Vitaliǐ Petrovich Goloskokov. Astragalus vassilczenkoanus ingår i släktet vedlar, och familjen ärtväxter. Inga underarter finns listade i Catalogue of Life.